# 太上王
太上王，簡稱上王或太王，是東亞國家於實行君主制時期，一種給予退位國王或當朝國王在世父親的頭銜，通常給予的對象是在世但已讓位的國王，且退位國王和現任國王是同一政權的元首，較皇帝退位後稱的太上皇低一級。
太上王也用作翻譯一些國君頭銜為國王的國家之讓位君主（同時為現任國王父親）。如諾羅敦·施漢諾讓位給兒子後被尊稱為王父，漢譯太上王。让位君主如果是现任国王的母亲，中文媒体则多半称为王太后，而非太上女王。

## 東亞各國

### 中國
太上天王是中國歷史上一個給予退位天王在世父親的頭銜，只存在於十六國時期。

### 朝鮮
1897年以前，朝鮮半島政權是為中國的藩屬，國家元首稱國王，因此自然只有太上王的存在。
朝鮮半島三國高句麗時代，首位成為太上王的國王是太祖大王，他也是朝鮮半島第一名太上王。146年太祖大王被迫禪位于次大王，165年3月去世。
朝鮮半島三國新罗時代，首位成為太上王的國王是真聖女王，897年6月真圣女王被迫禪位于孝恭王，同年12月去世。
後三國後百濟時代，首位太上王是甄萱。935年春三月，同與波珍飡新德、英順等人，勸甄神劍將甄萱囚禁在金山寺，並派人殺死了金剛，自稱百濟大王。甄萱被囚禁了三個月後，與季男能義、女儿哀福、嬖妾姑比等逃脫，來到高麗的錦城，派人求見高麗太祖。
高麗時代，首位太上王是高麗定宗，949年皇位禪讓給弟弟。1095年高麗獻宗禪位給叔叔。在元朝強迫下，他於1298年高麗忠烈王退位給其子忠宣王的，但同年又在元朝強迫下復位。後來的高麗忠肃王也在元朝威脅下做了兩年太上王再復位。
朝鮮王朝首位太上國王是朝鮮太祖，他於1398年因第一次王子之亂而退位給次子朝鮮定宗而成為上王。但其後於1400年發生的第二次王子之亂使其李芳果亦成為太上王，可是李成桂亦未再升一級稱「無上王」。因此使朝鮮，同時亦是東亞世界中第一次同一時間在同一國家內出現兩名太上王（雖説嚴格上李成桂為「太上王」而李曔為「上王」）。其後太宗於永樂十七年八月傳位於世宗，太宗被尊為上王，當時定宗上王李曔（即李芳果）尚未逝世，這是東亞世界中第二次亦是最後一次發生同一時間在同一國家內出現兩名太上王的例子（嚴格上乃兩名「上王」而非「太上王」，其中定宗被稱為「老上王」以作區分），其後定宗於一個月後，即永樂十七年九月二十六日去世，後來太宗亦於永樂十六年（太宗十八年，1418年），加尊號為「聖德神功上王」。
於1418年至1422年，朝鮮太宗成為太上王，掌握著其子朝鮮世宗的軍事權和政治權。
朝鮮端宗暐則是第一位亦是最後一位被流放的太上王。其叔朝鮮世祖在1453年發動癸酉靖難，兩年後（1455年） 朝鮮世祖迫端宗讓位而被尊為太上王，同時亦被幽禁。死六臣事件後，李弘暐被流放外地，廢為魯山君及賜毒藥殺害，至肅宗年間才追復為王。
朝鮮世祖，在駕崩前一日讓位給朝鮮睿宗，做一天太上王，他成了東亞世界中在位時間最短的太上王。朝鮮中宗於1544年11月14日讓位與世子（即仁宗）。從此，太上王再無出現。

### 越南
越南君主採「外王內帝」制度，因此授予退位君主的頭銜是「太上皇」。但越南是中國的藩屬國，其君主對中國外交上的頭銜是「國王」，太上皇的頭銜對應的則是「太上王」。此外，在鄭阮紛爭期間，鄭主和阮主名義上雖臣服於後黎朝，實質上均為兩個獨立的王國。鄭主和阮主退位的領袖中，皆有自稱「太上王」的記錄。

### 柬埔寨
2004年10月29日西哈努克国王再次退位，王子诺罗敦·西哈莫尼继位。退位后西哈努克身体状况不佳，往返于中国与柬埔寨之间接受治疗。

### 不丹
2006年12月14日，不丹国王吉格梅·辛格·旺楚克宣布退位，将王位交给了吉格梅·凯萨尔·纳姆耶尔·旺楚克。